# Rainer Kirsch

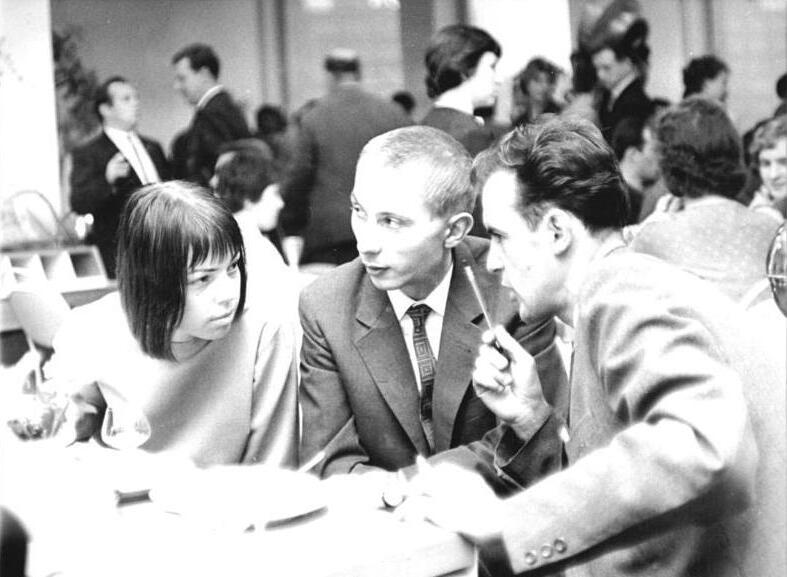
Sarah und Rainer Kirsch, 1964 (Sarah links, Rainer in der Mitte)

Rainer Kirsch (* 17. Juli 1934 in Döbeln/Sachsen; † 4. September 2015 in Berlin) war ein deutscher Schriftsteller und Lyriker.
Kirsch trat als Autor von Lyrik, Dramen, Erzählungen sowie mit Essays, Hörspielen und Kinderbüchern hervor. Zudem schuf er zahlreiche Übersetzungen und Nachdichtungen aus dem Russischen (Ossip Mandelstam, Anna Achmatowa, Sergei Jessenin, Wladimir Majakowski, Daniil Charms, Jewgeni Jewtuschenko, Wladimir Wyssozki, Marina Zwetajewa, Maxim Gorki), dem Georgischen (Nikolos Barataschwili, Wascha-Pschawela), dem Englischen (John Keats, Percy Bysshe Shelley) und dem Französischen (Molière, Edmond Rostand).

## Leben
Rainer Kirsch wuchs im sächsischen Westewitz auf. Nach dem Umzug der Familie nach Halle (Saale) besuchte er ab 1952 die Klosterschule Roßleben. Dort legte er 1953 das Abitur ab. Anschließend studierte er an der Martin-Luther-Universität Halle Geschichte und Philosophie an der Friedrich-Schiller-Universität Jena. Wegen an einer Wandzeitung veröffentlichter Gedichte und „abweichender ideologischer Auffassungen“ wurde er 1957 der Universität verwiesen und zur „Bewährung“ in die Produktion geschickt.
So war Kirsch bis 1960 als Druckerei- und Transportarbeiter, als Chemie- und Landarbeiter tätig. Von 1960 bis 1968 war Rainer Kirsch mit der damals auch schon schreibenden Biologin Sarah Kirsch verheiratet. Mit ihr gemeinsam entstanden mehrere poetische Arbeiten. Seit 1960 verstand er sich als freiberuflicher Schriftsteller. Mit seiner Frau studierte er 1963 bis 1965 am Literaturinstitut „Johannes R. Becher“ in Leipzig. Hier wurde der Lyriker Georg Maurer, dessen Poesie-Seminar er besuchte, wichtig für seine literarische Entwicklung. 1966 verweigerte ihm das Institut aus kulturpolitischen Gründen das Diplom. Wegen seiner Komödie Heinrich Schlaghands Höllenfahrt – einer Adaption des Fauststoffs – schloss ihn die SED 1973 aus ihren Reihen aus. Die Uraufführung, eine szenische Lesung, fand am 23. September 2013 im Gartenhaus des Berliner Ensembles statt. Mit Dichtern wie Adolf Endler, Karl Mickel, Volker Braun, Sarah Kirsch und Peter Gosse verstand er sich als Vertreter der Sächsischen Dichterschule, die auf Freundschaftsbeziehungen und gemeinsamen ästhetischen Ansprüchen beruhte. Peter Gosse hat sie so formuliert: „Sanguinik, Weltbezug, Handwerksernst und Bestehen auf Vernunft.“
Rainer Kirschs Werk zeichnet sich durch große Vielfalt aus, nur ein Roman fehlt. Den kleinen literarischen Formen gab er den Vorzug: „Ich bin ein Lessing-Typ, nur gelegentlich wird mir ein Vers oder eine Formulierung ‚geschenkt‘“. In Kirschs Werk finden sich Gedichte, Übersetzungen und Nachdichtungen, Essays, Erzählungen, Porträts und Reportagen, ein Opern- und Balettlibretto, Texte für Kinder. Kirsch sah sich in der Tradition von Aufklärung und Klassik. Präzise sprachliche Arbeit, geschult auch an seiner Übersetzertätigkeit, war ihm wichtig. Lyrik und Prosa zeichnen sich durch Sachlichkeit und Genauigkeit aus, oft unterlegt mit leiser hintergründiger Ironie. 

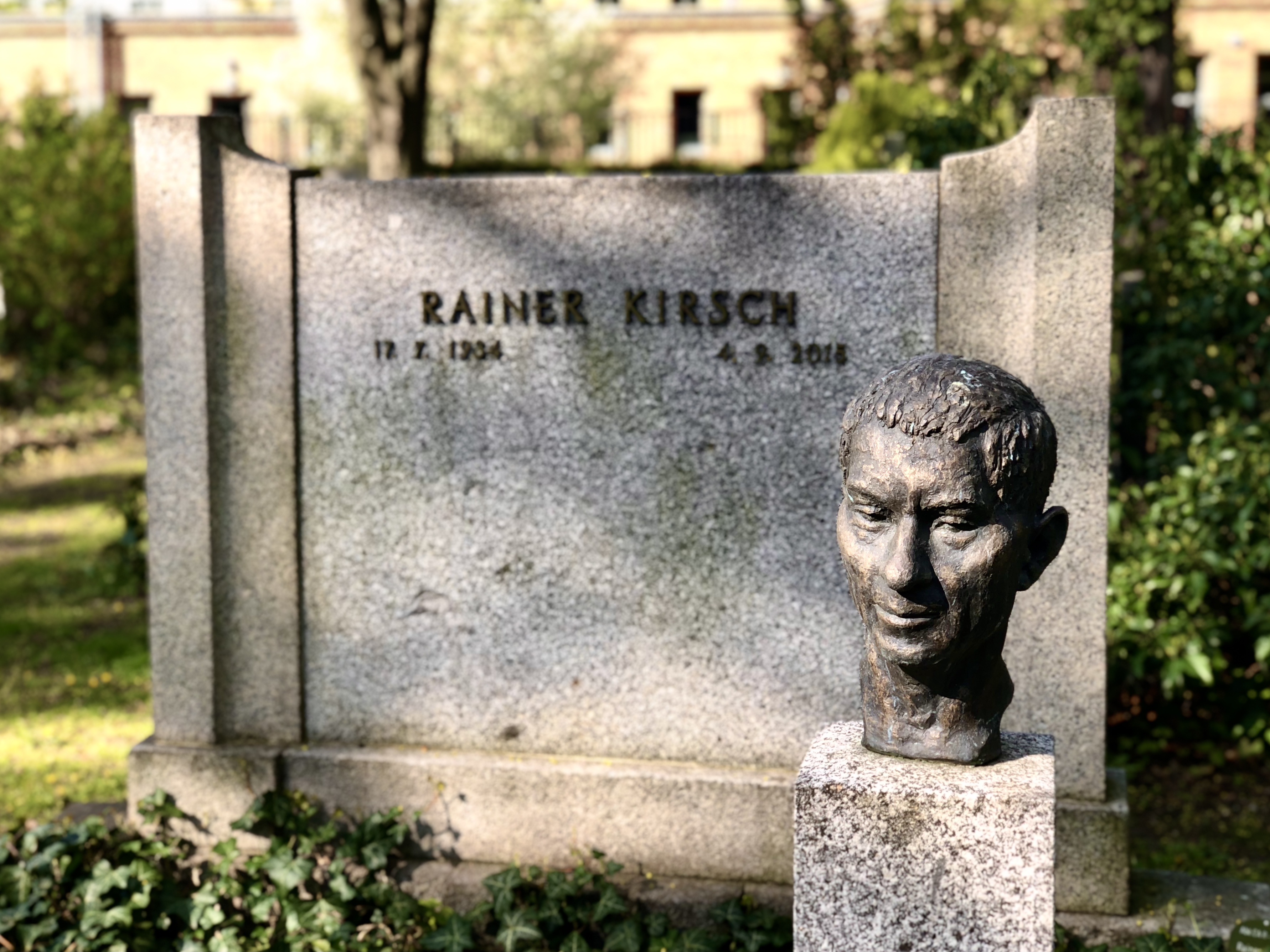
Grabstätte von Rainer Kirsch, Dorotheenstädtischer Friedhof, 2023

Als Aufgabe des Dichters sah er die „unerbittliche(n) Abschilderung der Welt und ihres Zustandes, bezogen auf die Möglichkeiten des Menschen“.
Vom März bis Ende Dezember 1990 war Rainer Kirsch Vorsitzender des DDR-Schriftstellerverbandes. Danach wurden Schriftstellerinnen und Schriftsteller beider Deutschen Staaten zum Verband Deutscher Schriftsteller zusammengeführt. Bis 1991 übernahm Rainer Kirsch mit bundesdeutschen Kollegen den Vorsitz. Seit 1990 war er Ordentliches Mitglied der Akademie der Künste zu Berlin (Ost), nach der Vereinigung beider Akademien ab 1993 Mitglied der Akademie der Künste (Berlin). Von 1973 bis 2010 gehörte er dem PEN, seit 1998 der Sächsischen Akademie der Künste an.
Er wurde auf dem Dorotheenstädtischen Friedhof in Berlin-Mitte beigesetzt.

## Darstellung Kirschs in der bildenden Kunst der DDR
- Ronald Paris: Porträt Sarah und Rainer Kirsch (1964, Öl, 150 × 90 cm)[6]

## Werk
- mit Sarah Kirsch:
  - Berlin-Sonnenseite. Deutschlandtreffen der Jugend in der Hauptstadt der DDR Berlin 1964. Mit Fotos von Thomas Billhardt. Neues Leben, Berlin 1964.
  - Gespräch mit dem Saurier. Gedichte. Mit farbigen Tafeln von Ronald Paris. Neues Leben, Berlin 1965.
- Der Soldat und das Feuerzeug. Märchenkomödie für Erwachsene. Uraufführung: Erfurt 1967.
- Pathétique. Drama von Mykola Kulisch. Bearbeitung von Rainer Kirsch. henschel SCHAUSPIEL Theaterverlag Berlin (Henschelverlag, Berlin). DDR-Erstaufführung: Bühne Putbus 1967.
- Cyrano aus Bergerac. Komödie von Edmond Rostand. Nachdichtung von Rainer Kirsch.  henschel SCHAUSPIEL Theaterverlag Berlin (Henschelverlag, Berlin). Uraufführung: Potsdam 1968.
- Georgische Poesie aus acht Jahrhunderten. Nachdichtungen von Adolf Endler und Rainer Kirsch. Verlag Volk und Welt, Berlin 1971.
- Heinrich Schlaghands Höllenfahrt. Komödie.  henschel SCHAUSPIEL Theaterverlag Berlin (Henschelverlag, Berlin) 1973.[7]
- Es war ein Hahn. Kinderbuch. Illustrationen von Elizabeth Shaw. Kinderbuchverlag, Berlin 1973.
- Geschichte der verlassenen Puppe. Kinderstück von Alfonso Sastre. Nachdichtung von Rainer Kirsch.    henschel SCHAUSPIEL Theaterverlag Berlin (Henschelverlag, Berlin). DDR-Erstaufführung: Theater der Jungen Welt, Leipzig 1973.
- Wenn ich mein rotes Mützchen hab. Kinderbuch. Illustrationen von Wolfgang Würfel. Kinderbuchverlag, Berlin 1974.
- Kopien nach Originalen. Drei Porträts & eine Reportage. (Reclams Universal-Bibliothek 586). Verlag Philipp Reclam jr., Leipzig 1974; 2., veränderte Auflage 1978. Vier Porträts aus der DDR. Lizenz-Ausgabe: Quartheft 70, Verlag Klaus Wagenbach, Berlin 1974, ISBN 3-8031-0070-4.
- Die Perlen der grünen Nixe. Ein mathematisches Märchen,  mit Spielbeilage. Illustrationen von Ruth Knorr. Junge Welt, Berlin 1975. (6. Auflage 1988, ISBN 3-7302-0396-7)
- Das Wort und seine Strahlung. Über Poesie und ihre Übersetzung. Aufbau-Verlag, Berlin und Weimar 1976.
- Das Land Bum-bum. Oper für Kinder und Erwachsene. Libretto von Rainer Kirsch und Musik von Georg Katzer. Bärenreiter-Verlag, Kassel (Henschelverlag, Berlin) 1976. Uraufführung: Komische Oper, Berlin 1978.
- Der Soldat und das Feuerzeug. Märchenkomödie für Erwachsene. Illustrationen von Lothar Scharsich. Eulenspiegel, Berlin 1978.
- Stein des Glücks. Kinderstück von Carlos José Reyes. Übersetzung von Achim Gebauer. Bearbeitung von Rainer Kirsch. henschel SCHAUSPIEL Theaterverlag Berlin (Henschelverlag, Berlin). DDR-Erstaufführung: Theater Rudolstadt 1978.
- Vom Räuberchen, dem Rock und dem Ziegenbock. Kinderbuch. Illustrationen von Hans Ticha. Kinderbuchverlag, Berlin 1978.
- Auszog das Fürchten zu lernen. Querschnittband - Prosa, Gedichte, Komödie, Essays. Rowohlt Verlag, Reinbek 1978; auch in: Wolfgang Mieder (Hrsg.): Grimmige Märchen. Prosatexte von Ilse Aichinger bis Martin Walser. Fischer Verlag, Frankfurt am Main 1986, ISBN 3-88323-608-X.
- Amt des Dichters. Aufsätze, Rezensionen, Notizen 1964–1978. Mit einem Frontispiz von Roger Melis. Hinstorff, Rostock 1979.
- Reglindis. Lieder. Eulenspiegel Verlag, Berlin 1979.
- Münchhausen. Komödie für Ballett. Libretto von Rainer Kirsch und Musik von Rainer Kunad. Henschelverlag, Berlin 1979. Uraufführung: Landestheater Weimar 1979.
- Der entfesselte Prometheus. Lyrisches Drama von Percy Bysshe Shelley. Nachdichtung von Rainer Kirsch. Insel-Bücherei Nr. 651, Leipzig 1979.
- Das Feuerzeug. Märchenkomödie nach Grimm und Andersen. henschel SCHAUSPIEL  Theaterverlag Berlin (Henschelverlag, Berlin). Uraufführung: Badisches Staatstheater Karlsruhe 1980.
- Ausflug machen. Gedichte. Hinstorff, Rostock 1980.
- Die Wanze. Schwitzbad. Märchenzauber-Komödie und Drama von Wladimir Majakowski. Nachdichtung von Rainer Kirsch. henschel SCHAUSPIEL Theaterverlag Berlin (Henschelverlag, Berlin) 1978. Sammlung Luchterhand 1980, ISBN 3-472-61302-5.
- Schwitzbad. Drama von Wladimir Majakowski. Nachdichtung von Rainer Kirsch. Reclam, Leipzig 1982.
- Frau Holle. Märchenstück nach den Brüdern Grimm. henschel SCHAUSPIEL Theaterverlag Berlin (Henschelverlag, Berlin) 1982. Uraufführung: Wiesbaden 1982.
- Heute ist verkehrte Welt. Kinderbuch. Illustrationen von Hans Ticha. Kinderbuchverlag, Berlin 1983.
- Der Wind ist aus Luft. Kinderbuch. Illustrationen von Carl Hoffmann. Kinderbuchverlag, Berlin 1984.
- Der kleine lila Nebel. Kinderbuch. Illustrationen von Johannes K. G. Niedlich. Edition Holz im Kinderbuchverlag, Berlin 1985.
- Ordnung im Spiegel. Essays, Notizen, Gespräche. (Reclams Universal-Bibliothek 1091). Verlag Philipp Reclam jr., Leipzig 1985. (2. Auflage. Reclam, Leipzig 1991, ISBN 3-379-00672-6)
- Sauna oder die fernherwirkende Trübung. Erzählungen. Hinstorff, Rostock 1985.
- Der Storch Langbein. Kinderbuch. Illustrationen von Marianne Schäfer. Verlag Junge Welt, Berlin 1986.
- Die Schule der Frauen. Komödie von Molière. Nachdichtung von Rainer Kirsch. henschel SCHAUSPIEL Theaterverlag Berlin (Henschelverlag, Berlin). Erstaufführung: Stadttheater Bern 1986.
- Häuptling Olim oder Wie die Mathematik in die Welt kam. Kinderbuch. Illustrationen von Volker Pfüller. Verlag Junge Welt, Berlin 1986.
- Kunst in Mark Brandenburg. Gedichte. Hinstorff, Rostock 1988, ISBN 3-356-00151-5; Hanser, München 1989, ISBN 3-446-15361-6.[8]
- Fünf Dramen. Maxim Gorki. Nachdichtung von Rainer Kirsch. Drei Masken Verlag, München 1999. Reclam, Leipzig 1989, ISBN 3-379-00438-3.
  - Nachtasyl. Deutsche Erstaufführung: Staatstheater Saarbrücken 1981.
  - Kinder der Sonne. Deutsche Erstaufführung: Staatstheater Karlsruhe 1981.
  - Wassa Shelesnowa. Eine Mutter. Deutsche Erstaufführung: E.T.A. Hoffmann-Theater Bamberg 1987.
  - Jegor Bulytschow und die anderen. Deutsche Erstaufführung: Bühnen der Stadt Bielefeld 1980.
  - Wassa Shelesnowa (Zweite Fassung). Deutsche Erstaufführung: Landestheater Schwaben Memmingen 1987.
- Die Kleinbürger. Drama von Maxim Gorki. Nachdichtung von Rainer Kirsch. Drei Masken Verlag, München. Deutsche Erstaufführung: Stadttheater Ingolstadt 1995.
- Poesiealbum 271. Gedichte. Verlag Neues Leben, Berlin 1990, ISBN 3-355-01103-7.[9]
- Anna Katarina oder Die Nacht am Moorbusch, eine sächsische Schauerballade nebst dreizehn sanften Liedern und einem tiefgründigen Gespräch. Illustriert von Renate Totzke-Israel. Hinstorff, Rostock 1991, ISBN 3-356-00296-1.
- Rotkäppchen. Märchenstück von Jewgeni Scharz. Nachdichtung von Rainer Kirsch. henschel SCHAUSPIEL Theaterverlag Berlin, Bühnenmanuskript 1992.
- Die verzauberten Brüder. Märchenstück von Jewgeni Schwarz. Nachdichtung von Rainer Kirsch.              henschel SCHAUSPIEL Theaterverlag Berlin, Bühnenmanuskript 1992.
- Die Talare der Gottesgelehrten. Kleine Schriften. (= mdv Lindenblatt). Mitteldeutscher Verlag, Halle 1999, ISBN 3-932776-86-0.
- Petrarca hat Malven im Garten und beschweigt die Welträtsel. Sonette. Farbholzschnitte von  Hans Ticha. Quetsche.Verlag für Buchkunst, 2002.[10]
- Kirschgarten. Komödie von Anton Tschechow. Nachdichtung von Rainer Kirsch.  henschel SCHAUSPIEL Theaterverlag Berlin, Bühnenmanuskript 2003.
- Werke (Band I-IV). Eulenspiegel, Berlin 2004, ISBN 3-359-01494-4: [11]
  - Band 1: Gedichte & Lieder.
  - Band 2: Erzählungen & Porträts.
  - Band 3: Stücke & Libretti.
  - Band 4: Essays & Gespräche.
- Der Menschenfeind. Komödie von Molière. Nachdichtung von Rainer Kirsch. henschel SCHAUSPIEL Theaterverlag Berlin, Bühnenmanuskript 2013. Uraufführung: Thüringer Landestheater Rudolstadt 2018. Eulenspiegel, Berlin 2009, ISBN 978-3-359-02221-3.
- Gedanken am Flusse Mtkwari. Gedichte von Nikolos Barataschwili. Nachdichtung von Rainer Kirsch. Verlag Ganatleba, Tbilissi 1968. Erstmals in Deutschland: Arco Verlag, Wuppertal 2018, ISBN 978-3-938375-76-1.
- Wie die Mathematik in die Welt kam. Kinderbuch. Illustrationen von Oliver Weiss. Eulenspiegel Kinderbuchverlag, Berlin 2021, ISBN 978-3-359-03012-6.
- Werke (Band V-VIII). Eulenspiegel Verlag, Berlin, in Vorbereitung, ISBN 978-3-359-01344-0:
  - Band 5: Nachdichtungen aus dem Italienischen und Englischen.
  - Band 6: Nachdichtungen aus dem Georgischen und Russischen.
  - Band 7: Stückübertragungen aus dem Französischen und Spanischen.
  - Band 8: Stückübertragungen aus dem Russischen.

### Hörspiele
- Geschichte der verlassenen Puppe. Ursendung: 1978 Rundfunk der DDR.
- Der Stein des Glücks. Ursendung: 1980, Rundfunk der DDR.
- Das Feuerzeug. Ursendung: 1988, Rundfunk der DDR.
- Der kleine lila Nebel. Ursendung: 1989, Rundfunk der DDR.

### Hörbuch
- In: Dichtung des 20. Jahrhunderts: Meine 24 sächsischen Dichter. Hrsg. Gerhard Pötzsch, 2 CDs, Militzke, Leipzig 2009, ISBN 978-3-86189-935-8.

### Herausgeberschaft
- Rainer Kirsch und Manfred Wolter (Hrsg.): Das letzte Mahl mit der Geliebten. Gedichte. Eulenspiegel Verlag, Berlin 1975.
- Rainer Kirsch (Auswahl): Ossip Mandelstam. Gedichte. Unabhängige Verl.-Buchhandlung Ackerstrasse, Berlin 1992, ISBN 3-86172-031-0.
- Rainer Kirsch (Hrsg.): Peter Hacks, Verehrter Kollege. Briefe an Schriftsteller. Eulenspiegel, Berlin 2006, ISBN 3-359-01639-4.

## Auszeichnungen
- 1965: Erich-Weinert-Medaille
- 1965: Kunstpreis der Stadt Halle
- 1983: F.-C.-Weiskopf-Preis
- 1999: Kester-Haeusler-Ehrengabe der Deutschen Schillerstiftung von 1859
- 2001: Wilhelm-Müller-Preis des Landes Sachsen-Anhalt
- 2002: Maximiliansorden für Wissenschaft und Kunst